# Aleksander Bojda
Aleksander Bojda (* 1978) ist ein ehemaliger polnischer Skisportler, der im Skispringen und in der Nordischen Kombination startete.

## Werdegang
Bojda, der für den KS Wisła Ustronianka startete, sammelte seine ersten Erfolge auf nationaler Ebene. So gewann er 1992 den polnischen Titel in der Nordischen Kombination gemeinsam mit Adam Małysz und Tomasz Wawrzacz. Im gleichen Jahr gewann er zwei Goldmedaillen bei den Polnischen Juniorenmeisterschaften im Skispringen.
Zur Saison 1995/96 gehörte Bojda zum Kader im Skisprung-Continental-Cup und erreichte dabei insgesamt 31 Punkte und damit Rang 127 der Gesamtwertung. 1996 verbesserte er den inoffiziellen Schanzenrekord auf der Wielka Krokiew in Zakopane auf 130,5 Meter, nachdem im selben Jahr der Tscheche Primož Peterka erst auf 130 Meter gesprungen war. Der Rekord hielt fünf Jahre, bis ihn Stefan Kaiser um fünf Meter verbesserte.
Am 2. März 1996 gehörte er zur Mannschaft beim Teamspringen im Skisprung-Weltcup in Lahti. Dabei erreichte er mit der Mannschaft den achten Rang. Für die Olympischen Winterspiele 1998 in Nagano wurde er vom Verband nominiert, trat aber schlussendlich nicht an. Im gleichen Jahr gewann er gemeinsam mit Adam Małysz und Grzegorz Śliwka den nationalen Team-Titel im Skispringen.